# Andrzej Chorosiński
Andrzej Tomasz Chorosiński (* 24. května 1949 v Otwocku) je polský varhaník.
Absolvoval obory varhany a kompozice na varšavské Hudební akademii, dále studoval u Floora Peeterse v Belgii. Je profesorem Akademie F. Chopina ve Varševě (po dvě volební období zastával funkci rektora), vyučuje také na Hudební akademii ve Wroclawi a zasedá ve vládní komisi pro vysoké školy. Věnuje se i koncertní činnosti, mimo jiné v ČR pravidelně na Orlicko-kladském varhanním festivalu.